# 馬孝祖
馬孝祖（1426年—1481年），字德源，順天府昌平縣人，明朝政治人物。進士出身。

## 生平
生于陕西隆德县，长大后归昌平县，入学为增广生员，通《尚书》《周易》二经。
景泰七年（1456年）丙子科順天府鄉試第九名。天順四年（1460年）庚辰科會試第五十五名，殿試登進士第三甲第八名。授户部江西司主事，管理出纳江西、北直隶各府粮税钱帛各二百余万，分毫不差。成化十一年（1475年）升郎中，奉敕总理宣府粮储。十七年卒于官。
生于宣德元年丙午四月十七日，卒于成化十七年辛丑，春秋五十六，葬城西北积粟山之原。

## 家族
曾祖馬得興，元朝提领。祖父馬從善。父亲馬玉，明初曾任蘭縣知縣。母張氏，繼母張氏，俱贈宜人。
元配郝氏，先卒；继室贺氏，赠宜人；陈氏，封宜人。子男六：长钦，冠带舍人；次镒，承差；次鋐、次錡、次锐、次熔。